# Comedy and Tragedy (film 1914)
Comedy and Tragedy è un cortometraggio muto del 1914 diretto dalla Walter Edwin.

## Produzione
Il film fu prodotto dalla Edison Company.

## Distribuzione
Distribuito dalla General Film Company, il film - un cortometraggio in due bobine - uscì nelle sale cinematografiche statunitensi il 6 marzo 1914.